# 길머 맥코믹
길머 맥코믹(Gilmer McCormick, 1947년 3월 13일 ~ )은 미국의 배우, 영화배우이다.
루이빌에서 태어났다.

## 영화
- 죽음의 밤 (1984년)
- 사랑의 새출발 (1979년)
- 가스펠 (1973년) - 길머 역
- 죽음의 순례자 (1972년)